# Michael Hall
Michael McDonald Hall (Houston, 4 de março de 1941) é um historiador estadunidense, professor titular do Instituto de Filosofia e Ciências Humanas da Universidade Estadual de Campinas.

## Biografia
Graduado pela Universidade Stanford (1959-1963), Michael Hall obteve seu mestrado através da Universidade Columbia defendendo a tese "Attitudes toward immigration in the Brazilian Empire, 1822-1889", no ano de 1965. Mais tarde atingiu o grau de doutor em História pela mesma instituição com a tese "Origins of Mass Immigration in Brazil, 1871-1914", apresentada em 1969. Seus estudos de pós-graduação foram marcados pela temática da história imigrante (especialmente italiana) do Brasil. Em seu país de origem, atuou como docente da Universidade da Carolina do Norte (1967 - 1969) e da Universidade Tulane (1969 - 1974). Desde 1975 atua como professor titular do Departamento de História do Instituto de Filosofia e Ciências Humanas da Unicamp, sendo também o vice-diretor do CEMI (Centro de Estudos de Migrações Internacionais), que é ligado ao IFCH da Unicamp.
Em parceria com Paulo Sérgio Pinheiro, é autor de "A classe operária no Brasil 1889-1930. Documentos", obra em dois volumes, publicados em 1979 e 1981 (vol. 1: O movimento operário;  volume 2: Condições de vida e de trabalho, relações com os empregados e o Estado), pelas editoras Alfa Omega e Brasiliense. Tem trabalhado na criação e desenvolvimento do arquivo de história social da Unicamp - o Arquivo Edgard Leuenroth. Boa parte do seu trabalho concentra-se na história do trabalho e da imigração no Brasil. Mais recentemente, escreveu o artigo "Labor Polices of the Lula Government" (Políticas trabalhistas do governo Lula), que foi publicado em 2009 no livro intitulado "Brazil Under Lula: economy, politics, and society under the worker-president" (Brasil sob Lula: economia, política e sociedade sob o presidente trabalhista), que oferece uma análise multidisciplinar do impacto do governo do ex-presidente Luiz Inácio Lula da Silva na sociedade brasileira até o início do seu segundo mandato.
Michael Hall é casado com a professora Marilena Chaui, da FFLCH-USP.